# Alcalde Díaz
Alcalde Díaz es una de las 26 subdivisiones del distrito de Panamá. Se sitúa al norte del área metropolitana de la Ciudad de Panamá y del centro de la Ciudad de Panamá. Este colinda con los vecinos corregimientos de Las Cumbres al oeste, Caimitillo al norte, Ernesto Córdoba Campos al Sur y con Tocumen, al este. Según la última segmentación de corregimientos aprobada por el decreto de la Ley 29 del 10 de mayo del 2012.

## Historia
El corregimiento de Alcalde Díaz pertenecía a Las Cumbres hasta que fue creado por la ley 42 del 10 de julio de 2009, cuando se le segregaron terrenos a este último para crear los corregimientos de Alcalde Díaz y Ernesto Córdoba Campos.
Su nombre se recibe del exalcalde del distrito de Panamá, Mauricio Díaz Garcés (1901-1972), quien el 29 de agosto de 1948 fundó la localidad con pobladores de Boca La Caja (cuyos terrenos serían usados para ampliar el Aeropuerto Marcos A. Gelabert en Paitilla), Viejo Veranillo y otras zonas marginadas en los alrededores de la capital. A dichos moradores se les trasladó a tierras nacionales en Sitio Peñoncito a 20 kilómetros de la capital, donde el alcalde Díaz procuró detalles mínimos de planificación y cuando se otorgaron los títulos de propiedad a los primeros pobladores, la comunidad ya contaba con escuela, iglesia, unidad sanitaria, regiduría, bomba de agua en cada calle y letrinas en cada vivienda.
Debido a la gran planificación del nuevo poblado, se convirtió en un imán poblacional y hacia 1960, cuando se creó el corregimiento de Las Cumbres, ya se habían creado nuevas barriadas. Debido a la alta densidad poblacional de Las Cumbres, en 2009 se dispuso su división en tres corregimientos.